# Forêt ancienne du Ruisseau-Beazley
La forêt ancienne du Ruisseau-Beazley est un écosystème forestier exceptionnel du Québec (Canada) situé à Dégelis. Elle protège une bétulaie jaune à sapin et à érable à sucre dont les plus vieux bouleaux jaunes atteignent 250 ans.

## Toponymie
La forêt ancienne du Ruisseau-Beazley tient son nom du ruisseau Beazley qui coule à proximité. Quant à Beazley, si on pense qu'il s'agit d'un anthroponyme, l'origine du nom reste un mystère. Ce dernier ressemble au patronyme Beasley qui se rencontre assez couramment. Il est à noter que le ruisseau est identifié sous le nom anglophone de Beardsley Brook sur une carte produite par la Commission géologique du Canada en 1892.

## Géographie
La forêt ancienne du Ruisseau-Beazley est située à 11 km au nord-est de Dégelis, sur le territoire de la ville du même nom. Elle a une superficie de 23 ha.
La forêt est située sur le flanc de la montagne du Pas de l'Ours avec le ruisseau Beazley qui coule à ses pieds. Le relief régional est assez accidenté, formé de collines aux pentes modérées. Le till y est mince.

## Flore
La forêt ancienne du Ruisseau-Beazley est une inéquienne ayant des arbres de tous âges. Elle n'a pas été affectée par des perturbations naturelles majeures (feux de forêt, épidémie d'insecte et vents violents) depuis plus de deux siècles et demi. On y retrouve principalement du bouleau jaune, dont des plus vieux individus ont un âge de 250 ans et un diamètre du tronc 50 cm. Certains arbres ont même un diamètre de 70 cm. La hauteur des arbres dominant y est de 24 m.
En plus du bouleau jaune, on y retrouve aussi le sapin baumier et l'érable à sucre. Les sous-bois sont composés de trois espèces communes dont la dominance est marquée par le bouleau jaune et le sapin baumier, soit l'érable à épis, l'érable de Pennsylvanie et la viorne bois-d'orignal.